# Effector Saver
Effector Saver — программа для резервного копирования данных в ОС Windows. Она разработана для создания полных резервных копий информационных баз 1С:Предприятия, баз данных и файлов, сохраняет резервные копии в файлах, на серверах FTP или в облачных сервисах.

## Описание
Главная специализация программы — резервное копирование информационных баз данных 1С:Предприятия.
Резервное копирование 1С:Предприятия 7.7 и 8.х проводится следующими методами:
- резервное копирование файловой или клиент-серверной информационной базы штатными средствами 1С:Предприятия;
- создание резервной копии путем копирования файлов информационной базы 1С:Предприятия в файловом варианте;
- для клиент-серверной информационной базы 1С:Предприятия возможно создание резервной копии средствами СУБД.

Effector Saver позволяет проводить резервное копирование баз данных Microsoft SQL и PostgreSQL, пользовательских файлов и папок.
Программа поддерживает хранение резервных копий на локальных и сетевых дисках, съемных накопителях и на серверах FTP.

### Дополнительная функциональность
Помимо резервного копирования в программе реализованы следующие функции:
- собственный планировщик автоматического запуска задач, возможно повторение выполнения задачи в течение суток;
- принудительное отключение пользователей в 1С:Предприятии 8 перед резервным копированием;
- для 1C:Предприятия версий 7.7 и 8 доступны функции тестирования и исправления, которые запускают штатный механизм от 1С «тестирования и исправления информационной базы»;
- защита резервных копий паролем и шифрование (AES, используется библиотека 7z[2]);
- сжатие файлов резервных копий (ZIP и 7z);
- резервное копирование на FTPS;
- резервное копирование на SFTP;
- запуск по расписанию других произвольных команд системы, программ и команды Transact-SQL языка сервера SQL;
- резервное копирование данных в облачные хранилища: WebDAV, Яндекс.Диск, Google Диск, Dropbox, OneDrive, Облако Mail.Ru, Amazon S3, Azure Blob Storage, S3-совместимые (Google Cloud Storage, Yandex Object Storage, VK Cloud Solutions и другие);
- уведомления по электронной почте с заданной периодичностью и с выбранным фильтром результатов.

## Различные версии программы
Программа распространяется в двух редакциях, бесплатной и коммерческой.
Бесплатная редакция имеет ограниченные возможности, не требует регистрации и не имеет ограничений по сроку работы. Она позволяет архивировать базы данных 1С:Предприятия, произвольные файлов и базы данных SQL с планированием запуска задач. 
Коммерческая редакция (полная версия, её использование требует приобретения лицензии) имеет больше функций, в том числе повторение задач на протяжении дня, принудительное отключение пользователей 1С:Предприятия перед резервным копированием, поддержка шифрования AES, сжатие файлов ZIP, выбор вариантов бэкапа SQL баз.

## Совместимость
Effector Saver совместима c настольными операционными системами Microsoft от Windows XP до Windows 10 и серверными от Windows Server 2008 до Windows Server 2012.
Это ПО совместимо с прикладным ПО: 1С:Предприятие 7.7, 1С:Предприятие 8.х, клиент-серверные и файловые варианты Microsoft SQL Server 2012, 2008, 2005, 2000 (x64).
Программа Effector Saver имеет сертификат «Совместимо! Система программ 1С:Предприятие», выданный фирмой 1C.